# Путинизъм
Путинизмът (на руски: Путини́зм) е политическата система на управление през първите десетилетия на XXI век в Русия, установена по време на управлението на Владимир Путин, както и идеологията: смесено множество от различни консервативни идеи. Путинизмът довежда до война между Русия и Украйна и струва живота на много хиляди украински цивилни и десетки или стотици хиляди животи на военни от Украйна и Русия.

## Кратка характеристика на понятието
Авторите на изследването на ВЦИОМ „Путинизмът като социален феномен и неговите перспективи“ от 2018 г. идентифицират три подхода за характеризиране на „путинизма“:
- Путинизмът като персонализъм – на преден план са изведени личностните характеристики на Владимир Путин, въз основа на които се прави изводът, че с напускането на Путин ще свърши „путинизмът“;
- Путинизмът като „органичен антидемократизъм“, когато на преден план излизат сложни нарушения на демократичните норми, чиито корени изследователите виждат в склонността на руското население към автокрация, авторитаризъм и тоталитаризъм;
- Путинизмът като функционален феномен – „путинизмът“ се разглежда като най-функционалният отговор на предизвикателствата на времето.

Както отбелязва американският историк и политолог Уолтър Лакер, все още не е формулирана успешна дефиниция на „путинизма“. Според професора по политология Брайън Тейлър „путинизмът“ е както система на управление (както официално, така и неформално) и комплекс от идеи, емоции и навици.
Докторът на политическите науки Степан Сулакшин, анализирайки понятието „путинизъм“, го разглежда като политически режим (политическата практика както на лидера с неговия екип, така и на управляващата група), който той нарича „приватизирана държава“.
Според сътрудника на института Хувър Арнолд Бейхман (2007), „путинизмът през 21-ви век е станал толкова обичаен, колкото сталинизмът беше през 20-ти век“. Откакто дойде на власт през 1999 г., „Путин вдъхнови ласкателства, каквито Русия не е чувала от Сталин насам.” От друга страна, британският журналист Роджър Бойс смята Путин за по-скоро съвременен Брежнев, отколкото за Сталин.
Колумнистът Джордж Уил нарича „путинизма“ „националсоциализъм, лишен от демоничния елемент на своя откривател“. Някои също така посочват, че настоящият Путин поддържа „неосъветски“ възгледи, особено по отношение на обществения ред и военно-стратегическата отбрана.
Антропологът, професор в Европейския университет в Санкт Петербург Александър Панченко смята, че идеологическата рамка за ключовите разкази от епохата на Путин е била странна комбинация от геополитически фантазии, теории на конспирацията и морална тревога, а радикалната конспиративна теологична картина на света се е обърнала да бъде толкова популярен не само в популярната култура, но и в политическата среда.
Психологът Александър Еткинд смята режима на Путин за крайнодясно политическо движение. И въпреки че този режим има много прилики с тоталитарна секта, от гледна точка на социалните науки би било погрешно да го оприличаваме.

## История на термина
Първите препратки към путинизма са от журналистически характер; в Русия той се появява за първи път на сайта на партия Яблоко през 2000 г., но става широко разпространен след статия на Уилям Сафир за The New York Times.
Терминът „путинизъм“ е въведен в научна употреба от политолога Вячеслав Никонов през 2003 г. във връзка с политическата система, установена в Русия след идването на власт на Владимир Путин през 2000 г., и неговата идеология.

## Путинизмът като персонализъм
Курсът и политическият режим на Русия, според идеите на персоналистите, се определят от личността на Путин. Характерни черти на култа към личността на Путин са мъжествеността и мачизмът. Смята се, че култът към личността се появява през 2002 г.
Съотношението в съвременния политически режим на Русия на черти, свързани конкретно с личността на лидера, се оценява по различен начин. В персоноцентричния „режим на Путин“ се откриват черти на голизма и бонапартизма.
Професорът от университета Бъркли Стивън Фиш описва путинизма като форма на консервативна, популистка и персоналистка автокрация, която той нарича форма на самодържавие.
М. А. Краснов вижда предпоставките за персоналистичен режим в Конституцията на Руската федерация.
Политологът Владимир Гелман наблюдава в съвременна Русия класическите черти на персоналистичния авторитаризъм.

### Аналогия с царизма
Британският седмичник The Economist посочва аналогия между политическия режим на Путин и руската монархия на Романови. Според списанието Владимир Путин, откакто идва на власт, умишлено се опитва да създаде образа на нов руски цар. Подобно на царя, той се представя като „събирач на руски земи“. Путин се опитва да представи периода след разпадането на СССР не като преход към пазарна икономика и демокрация по западен образец, а като период на хаос, напомнящ Смутното време в края на XVI век.
Изданието отбелязва още, че бившите колеги на Путин от КГБ охотно подкрепят подобна аналогия. И така, през 2001 г. шефът на ФСБ Николай Патрушев нарича себе си и подчинените си „суверенни хора“ – новото дворянство. Според The Economist под управлението на Путин се е появила нова управляваща класа, обединена от родство, непотизъм и семейни връзки. Изданието отбелязва, че много топ мениджъри на държавни компании в петролния, газовия и банковия сектор са деца на близки приятели на Путин или негови колеги от КГБ. Според списанието те виждат бързото си незаконно обогатяване не като корупция, а като дължима награда за вярна служба.

## Противопоставяне на путинизма и демокрацията
Представителите на тази тенденция противопоставят путинизма на западните ценности, представят го като „антиидеология“, обяснявайки причините за него с консерватизма, национализма и „руския характер“, като постулират дисфункционалността на путинизма, свързана с неговото несъответствие със западните модели на развитие. Основните характерни черти на путинизма като антидемократизъм:
- политически антидемократизъм (фиктивна опозиция, контрол върху медиите, централизация на властта и др.);
- практически консерватизъм (съпротива срещу промяна отвън, приоритет на стабилността и др.);
- националните интереси на Русия (империализъм, антиамериканизъм и др.);
- традиционализъм (сексуална ксенофобия, религиозност и др.).

Според сръбския политолог Зоран Милошевич „критиците на путинизма“ го противопоставят на „западните ценности на либералната демокрация“. Марк Урнов и Валерия Казамара разграничават следните признаци на руската политическа система, които я отличават от основните принципи на конкурентната политика, установени сред политолозите:
- централизация, силна президентска власт, засилена още при Елцин, рязко отслабване на политическото влияние на регионалните елити и големия бизнес;
- установяване на пряк или косвен държавен контрол върху основните телевизионни канали в страната, цензура;
- все по-честото използване на „административен ресурс“ при избори на регионално и федерално ниво, изборите не влияят върху формирането на реални центрове на власт;
- действителното премахване на системата за разделение на властите, установяването на контрол и господство на изпълнителната власт над съдебната и законодателната система;
- формиране на непубличен стил на политическо поведение.

Други изследователи, опозиционни политици и журналисти също посочват следните признаци на путинизма:
- монополизиране на политическата власт в ръцете на президента;
- приоритет на държавните интереси пред интересите на личността, ограничаване на правата на гражданите, репресии срещу гражданското общество;
- репресии, създаване на образа на „обсадена крепост”, тълкуване на опозицията като враждебна сила и изтласкването й от политическото поле с административни методи;
- култ към личността на Путин, въплъщение на държавната приемственост в него след психологическата травма от разпадането на СССР;
- режим на бюрокрацията и авторитаризма, наличието на управляваща партия, слята с бюрокрацията;
- държавен корпоративизъм;
- силен държавен контрол върху собствеността;
- агресивна външна политика;
- ориентация към ред и консервативни ценности;
- идеология на националното величие;
- антиамериканизъм, антиевропеизъм и евроскептицизъм;
- укрепване на ролята на правоприлагащите органи;
- „еднопартийна“ система, както в следвоенна Италия;
- ликвидиране и маргинализация на неконтролирани от властите политически партии;
- мракобесие (целенасочена архаизация на масовото съзнание) и традиционализъм;
- съсловност (формирането на сложносъставна класа от нови дворяни, надарени със специални права, различни от правата на обикновените хора);
- панруски вариант на ултранационализъм, който измества руснаците в позицията на доминираща арийска нация.

Терминът „путинизъм“ най-често има негативна конотация, когато се използва в западните медии, отнасяйки се до държавната система на съвременна Русия, където силите за сигурност, които са приятели на Путин или които преди това са работили с него в Санкт Петербург и в агенциите за държавна сигурност контролират по-голямата част от властта. Социологът Лев Гудков използва термина „путинизъм“, за да опише съвременните политически характеристики на Русия и го описва като специфичен тип посттоталитарен авторитаризъм, при който политическата полиция придобива власт от името на частните интереси на бюрократични кланове или корпорации, отричайки по този начин чисто персоналистичния характер на путинизма. Тимъти Фрай не вижда голяма разлика между руснаците и жителите на други страни и отрича термина Homo Soveticus. Известният публицист в Русия Петър Сучиу през 2010 г. идентифицира Владимир Путин като заклет фашист заради усилията му, свързани с Олимпиадата.

### Исторически паралели с нацизма
Някои наблюдатели забелязват аналогии между думите и действията на Путин по време на нахлуването в Украйна през 2022 г. и реториката и действията на Хитлер преди и в началото на Втората световна война. Така докторът по икономика и политически науки, бившият заместник-министър на отбраната на САЩ Дов Закхайм твърди, че има прилика между реториката на Хитлер при завземането на Судетите и реториката на Путин при нахлуването в Украйна - Хитлер твърди, че в Судетите живеят германци, които не искат да бъдат част от Чехословакия, Путин твърди, че в ДНР и ЛНР живеят руснаци, които не искат да бъдат част от Украйна и са тормозени от украинското правителство. Историкът Бенджамин Натанс отбелязва същото, добавяйки, че Путин може да бъде мотивиран от чувство за национално унижение след разпадането на СССР, точно както Хитлер е бил мотивиран от поражението на Германия в Първата световна война.
Тимъти Снайдер вярва, че един от методите на путинизма - да бъде фашизъм (или рашизъм) сам по себе си - е да жигосва другите като фашисти.
Путин също стигматизира западните демокрации и си поставя за цел териториалното „обединение на руския народ“ в единна държава.

### Исторически паралели със сталинизма
Политологът Владимир Гелман смята, че въпреки усилията на пропагандата и намесата в икономиката, до 2023 г. няма ясно изразени основни черти, които са били присъщи на съветския режим от 30-те и 50-те години, и не е много ясно дали такива промени са възможни по принцип. Според него хората, които правят подобни паралели, са доминирани не само от отхвърлянето на това, което правят руските власти, но и от известно неразбиране на това как функционира съветската система на управление.

### Исторически паралели с Николай I
В руската и западната преса управлението на Путин също се сравнява с царуването на император Николай I, което е придружено от потушаването на въстанието и дисидентството на декабристите, затягане на цензурата, засилено политическо разследване в Русия, брутално потушаване на полското въстание и революция в Унгария, както и кървава война в Кавказ. Реакцията на Кремъл на събитията в Украйна през 2013 г. напомня реакцията на цар Николай I на вълненията в Европа през 1848-1849 г., съпроводени със силно реакционно движение и въвеждане на строга цензура в Руската империя. Реакционното управление на Николай I завършва с катастрофалната Кримска война. Самият Путин говори за Николай I като за „необикновена личност“. Министърът на културата на Руската федерация Медински сравнява Путин с Николай I като „истински руски европейци“. Политологът Екатерина Шулман сравнява Русия на Путин с полуразрушенато самодържавие на Русия в началото на 19 век: „Тогава цар Николай I ръководи корумпирана гражданска и военна бюрокрация, която доведе страната до катастрофална война в Крим, задвижвайки икономиката в задънена улица. Николай I признава, че по това време 300 чиновници управляват страната. Сега има повече от милион и половина от тези бюрократи“.

## Функционален путинизъм
Поддръжниците на функционалния путинизъм твърдят, че причините за съществуването на путинизма не се крият в характеристиките на руското население и не в личността на президента, а във факта, че путинизмът предлага най-функционалните отговори на предизвикателствата и тъй като путинизмът е наоколо за дълго време, не може да бъде напълно нефункциониращ.
Сръбският политолог Зоран Милошевич описва путинизма като функционално явление, като либерална идеология, основана на демокрацията, пазара, суверенитета, качеството и стандарта на живот.
Като едно от тези предизвикателства представителите на „новия бонапартизъм“ виждат обективната нужда на населението от стабилност след период на травматични промени.
Я. Шимов и П. Понаитов в работата си от 2008 г. наричат путинизма демократичен „виртуален бонапартизъм“, който руският елит – капиталистическата буржоазия – използва за постигане на собствените си цели.
К. Кариго отбелязва, че в пресата и експертната общност на Китай историческата оправданост и целесъобразност на „путинизма“ не се оспорва от никого.
М. Лорел отбелязва приликата между путинизма и голизма (те се появяват след катаклизми; цензура; изтласкване на опозицията; традиционализъм; консерватизъм).

## Политическа система на Русия при Путин
Термините „политически режим на Путин“, „авторитаризъм“, „информационна автокрация“, „диктатура на измамата“, „управлявана“ или „суверенна демокрация“, „хибриден режим“ и др., в руската научна литература, по отношение на цялостното описание на руската действителност, изпълняват същата концептуална функция като „путинизма“. Професорът от Харвардския университет Стивън Левицки, професорът по политически науки от Университета на Торонто Лукан Уей, политологът Екатерина Шулман и директорът на холандската проевропейска и проатлантическа изследователска организация с нестопанска цел „Цицерон“ Марсел ван Херпен през 2010 г. наричат Русия „хибриден режим”, в който присъстват както демократични, така и авторитарни черти, но сред специалистите съотношението на различни характеристики остава спорен.
Според политолога Екатерина Шулман режимът на Путин през 2018 г. е хибриден режим: „Всички наши режими – Елцин, ранният реформатор Путин, стабилизаторът Путин, модернизаторът Медведев и третият мандат Путин – са един и същ режим, който се трансформира. Тези трансформации са нелинейни, няма единен вектор като „от хаос към ред“ или „от демокрация към диктатура“. Режимът се развива на зигзаг, във всеки исторически момент в него съжителстват острови на условна свобода и зони на тотален контрол, в съответствие с изместващия се вектор на държавно внимание и обществено търсене. Гъвкавостта и адаптивността са предимствата на хибридите пред класическите диктатури и тоталитарните модели. Това им позволява да живеят дълго”.
Според политолога Лилия Шевцова Путин става стабилизатор на хибридната система за легитимиране на персонифицираната власт по демократичен начин, която Елцин започва да изгражда, укрепвайки личната власт на президента и контрола върху бюрокрацията („вертикалата на мощност“). Централизацията се свързва с фигурата на Путин и Владимир Согрин описва стила на управление на Владимир Путин като просветен авторитаризъм.
Политологът Андреас Умланд посочва, че до 2004 г. Путин постепенно ограничава възможността за действително упражняване на основни политически права и все повече възпрепятства демократичните процеси. От 2005 г. се правят опити за формиране на нова държавна идеология, предвиждаща единна партия и национална църква. От 2007 г. насам Единна Русия еволюира от обикновена хегемонична до вече ясно доминираща политическа организация на законодателния клон на правителството, като други партии се превръщат в просто украса за нея в Държавната дума и регионалните парламенти, подобно на ролята, която играе „блокът партии“ на Националния фронт на ГДР. Умланд свързва този процес с реакцията на „Оранжевата революция“ в Украйна и определя политическия режим, създаден при Путин, като „паратоталитарен“.
Политологът Екатерина Шулман, описвайки политическата система на Русия, отбелязва, че политическото пространство е доминирано от държавата, Държавната дума се контролира от пропрезидентската партия Единна Русия, а властта е концентрирана в ръцете на силите за сигурност и икономическа бюрокрация и, въпреки вълните на модернизация, режимът е насочен към самосъхранение. Държавата в Русия доминира в политическото поле и, използвайки властта, диктува условията на други политически субекти.

### Борба с политическата конкуренция
Един от методите за борба на властта срещу опозицията е създаването на т. нар. „спойлери“ - партии или кандидати, които черпят гласове от политически конкуренти. Според Аркадий Любарев през 2013 г. в Русия е имало 13 такива партии. Осем от 36 партии през 2020 г. нямат приходи и разходи, което е знак за спойлер-партии.
Например партия „Новите хора“ е регистрирана възможно най-бързо и няма опити от страна на властта да се намеси в този процес. Пример за обратната ситуация могат да се считат за девет опита за регистрация на партията Русия на бъдещето, оглавявана от Алексей Навални, или спирането на Гражданската инициатива, когато тя е оглавявана от Дмитрий Гудков. Второ, Новите хора са създадени почти едновременно с партии като За истината, Партия на пряката демокрация и Зелена алтернатива. Освен това лидерът на "Новите хора" Алексей Нечаев е член на Централния съвет на Всеруския народен фронт, оглавяван от Владимир Путин. Партията е обвинена и във връзки със сегашното правителство. Така през декември 2020 г. кампанията на партията е оглавена от политическия технолог Евгений Минченко, който е близък до президентската администрация. Според източници на Oткрытых медиа в ръководството на партията, обкръжението на Нечаев и президентската администрация, новият състав на предизборния щаб трябва да коригира стратегията на партията така, че конституционното мнозинство в Държавната дума да остане за Единна Русия, а Новите хора да се върнат към своята електорална ниша - образована средна класа на възраст 18-30 години.
Партията на комунистите на Русия и нейният председател Сурайкин са обвинени в изпълнение на заповед на Единна Русия и президентската администрация за забавяне на гласовете на Комунистическата партия.

## Критика на термина
Използването на термина „путинизъм“ в руската наука е по-рядко поради етични самоограничения. Научното разбиране на този термин е на ранен етап и в някои области е толкова рудиментарно по природа, че за да се разбере понятието, трябва да се обърне към журналистически източници.
Общото твърдение, че корените на путинизма се крият в „непълноценността“ на руския народ, противоречи на факта, че идеологията на путинизма намира привърженици в западните страни (политици като С. Курц (Австрия), А. Ципрас (Гърция) , В. Орбан (Унгария), Д. Тръмп и П. Бюканън (САЩ). Д. Брукс смята, че Путин е пример за популистките консерватори в страни като Франция, Италия, Филипините. Ф. Закария смята, че политическите възгледи на Р. Ердоган (Турция), Марин Льо Пен (Франция), Г. Вилдерс (Холандия) и Н. Фараж (Великобритания) са по-близки до ценностите на Русия на Путин, отколкото до ценностите на либералната демокрация.
Представителите на позицията на путинизма като органичен антидемократизъм понякога се плъзгат към русофобия и антисъветизъм. В американската преса използването на термина „путинизъм“ е придружено от негативно оцветена емоционална лексика. Според А. Рюмин терминът „путинизъм“ съдържа негативна конотация: „Съвременна Русия, под режима на Путин, е представена като страна в хватката на моралното безумие, а руската политическа култура се разглежда като психопатична, тиранична и откровено макиавелистка“.
Според С. Коен неутралната оценка на политиката на руския лидер е невъзможна поради неговото демонизиране и следването на стереотипите от Студената война.
Докато критиците на режима посочват, че режимът, базиран на ресурсите, е ангажиран с опазването, либералното малцинство има значително влияние сред елитите, а идеологическите разделения относно развитието в Украйна остават спорна точка; поддръжниците на путинизма, напротив, смятат, че събитията от 2014-2015 г. обединяват руското общество около ценностите на „консенсуса след Крим“, че социално-икономическата сфера се развива бавно, обществото се е адаптирало към стагнацията и природата на руската политика е предимно прагматична.